# باربارا پالوین
باربارا اسپراوس (به انگلیسی: Barbara Sprouse) نام خانوادگی در زمان تولد پالوین (به انگلیسی: Palvin)(زاده ۸ اکتبر ۱۹۹۳) مدل و بازیگر مجارستانی است. او ابتدا سال ۲۰۱۶ در نسخه لباس شنای اسپورتس ایلاستریتد ظاهر شد. در سال ۲۰۱۹، او به یکی از فرشته‌های ویکتوریا سیکرت تبدیل شد. او همچنین سفیر برند آرمانی بیوتی است.

## سال‌های اوّلیهٔ زندگی
باربارا پالوین در ۸ اکتبر ۱۹۹۳ (۱۶ مهرماه ۱۳۷۲ خورشیدی) در بوداپست پایتخت مجارستان به دنیا آمد. خانواده او متشکل از پدرش، ایستوان پالوین است. مادرش، اگنس پالوین و خواهرش آنیتا است.
باربارا اغلب برای دیدن مادربزرگ و مادربزرگ خود به حومه شهر سفر می‌کرد.

## زندگی حرفه ای

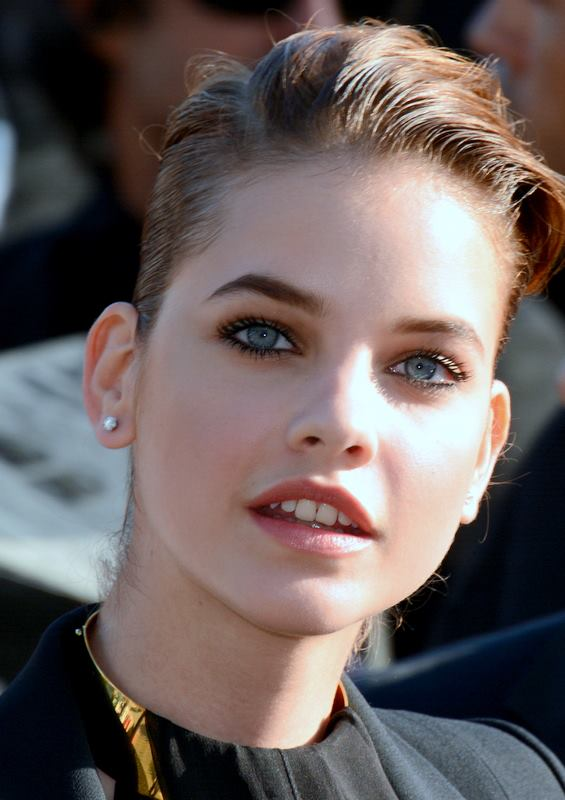
باربارا پالوین در جشنواره فیلم کن ۲۰۱۲.

هنگامی که وی ۱۳ ساله بود، در خیابان‌های بوداپست در حالی که با مادرش پیاده‌روی می‌کرد، توسط یکی از پویندگان صنعت مدلینگ کشف شد.
. در همان سال اولین مقاله از وی در مجله اسپر عکاسی و منتشر شده و و متعاقباً به آسیا نقل مکان نمود.
از آن زمان، عکس پالوین روی مجلات لوفیسیل (به فرانسوی: L'Officiel) (فرانسه، ایتالیا، روسیه، ترکیه، تایلند، سنگاپور)، وُگ (پرتغال)، ماری کلر (ایتالیا، مجارستان)، گلامور (مجارستان، اسپانیا)، ال (بریتانیا، ایتالیا، کره، برزیل، آرژانتین، سوئد، صربستان، مجارستان، اسپانیا، بلژیک) آلور، جی‌کیو (پرتغال)، هارپرز بازار (استرالیا، یونان، سنگاپور، کره جنوبی)، مجله Jealouse و Numéro (هلند، روسیه) بوده است.
پالوین تاکنون در کمپین‌های آرمانی اکسچنج، اچ اند ام و ویکتوریا سکرت و
پول اند بیر حضور داشته است.
در فوریه سال ۲۰۱۲، او یک سفیر برای لورئال، پاریس شد.
در سال ۲۰۱۶، باربارا در نسخه لباس شنای اسپورتس ایلاستریتد در رده نوشکفته‌ها (Rookie Class) ظاهر شد.او همچنین به چهره تازه برای، عطر جدید آرمانی «Acqua di Gioia» تبدیل شد. همچنین پالوین چهره آمازون مد است و در کمپین‌های تبلیغاتی «Express» و «Chaos» ظاهر شده است.
او در فوریه ۲۰۱۰ برای پرادا در هفته مد میلان دِفیله رفت. پالوین همچنین برای لویی ویتون، میو میو، نینا ریچی، امانوئل اونگارو، کریستوفر کین، جولین مک دونالد، جرمی اسکات، گیلز دیکن، ویوین وست‌وود و افتتاحیه شوی فشن قبل از فصل پائیز سال ۲۰۱۱ شَنِل ودر سال در ۲۰۱۲، در فشن شوی ویکتوریا سیکرت دِفیله رفته است.
پالوین در سال ۲۰۱۴ با بازی در نفش ملکه اسطوره ای آنتیماشه در فیلم هرکول، حرفه بازیگری را نیز آغاز نمود.
پالوین در رتبه ۲۰ در لیست ۵۰ مدل زن برتر از نگاه models.com قرار گرفت.در سال ۲۰۱۶، وی رتبه چهارم در ۱۰۰ هات ماکزیم را کسب نمود.در فهرست محبوب‌ترین مدل‌های تامبلر در سال ۲۰۱۷، پالوین به عنوان دومین مدل محبوب در سایت رسانه‌های اجتماعی گزارش شد.
پالوین در سال ۲۰۱۸ به نمایش مد ویکتوریا سیکرت بازگشت.
در سال بعد، او اولین فرشته ویکتوریا سیکرت اهل مجارستان شد.
انتخاب پالوین به عنوان یکی از فرشتگان ویکتوریاسیکرت، در حالی که سایزها و انحناهای‌های بدن او برای مدل‌های ویکتوریا سیکرت غیراستاندارد محسوب می‌شد، توسط رسانه‌ها به‌عنوان جهت‌گیری آن برند به سمت
مثبت‌نگری به بدن در نظر گرفته شده است.

## تصویر عمومی
پالوین اغلب با مدل روسی ناتالیا وودیانوا مقایسه می‌شود، میراندا الموند، سردبیر مجله ووگ بریتانیا دربارهٔ وی می‌گوید: «ما باربارا را انتخاب کردیم زیرا وی قطعاً دارای ظاهری بدیع، دلنشین و ترکیبی مابین یک بروک شیلدز جوان و ناتالیا وودیانوا را دارد».
پالوین از وودیانوا و کیت ماس به عنوان مدل‌های مورد علاقه اش نام می‌برد.
زبان مادری وی  مَجاری است. پالوین همچنین انگلیسی و آلمانی را به روانی صحبت می‌کند، همچنین تا حدودی توانایی تکلم به زبان‌های فرانسوی و  ژاپنی را نیز دارد.

## فیلم‌شناسی
| سال  | نام فیلم            | نفش      |
| ---- | ------------------- | -------- |
| ۲۰۲۲ | مارپیج (فیلم کوتاه) | ایو      |
| ۲۰۲۱ | Tyger Tyger         | Eggzema  |
| ۲۰۱۴ | هرکول               | آنتیماشه |

## زندگی شخصی
پالوین در بوداپست، مجارستان به دنیا آمد. در سنین کودکی فوتبال و خوانندگی را انتخاب و تجربه کرد، با توجه به اینکه این‌ها سرگرمی‌های مورد علاقه وی بود.
از سال ۲۰۱۸، پالوین با بازیگر آمریکایی دیلن اسپراوس رابطه داشته است. آنها تا سال ۲۰۲۱ در بروکلین اقامت داشتند، در ژوئن ۲۰۲۳، پس از آنکه به لس آنجلس نقل مکان نمودند، آنها اعلام کردند که از سپتامبر ۲۰۲۲ نامزد شده‌اند. در ۱۵ ژوئیه ۲۰۲۳، این زوج در شهر آلبرتیرشا، مجارستان ازدواج نمودند، در همان کلیسایی که والدین پالوین نیز در آن ازدواج کرده بودند. پالوین پس از ازدواج نام خانوادگی شوهرش را برگزید.

### استنادات
1. 1 2 3  "Barbara Palvin - Model Profile - Photos & latest news". models.com. Retrieved 17 February 2024.
2. ↑  "Barbara Palvin | New York". Ford Models.
3. ↑  "Barbara Palvin". nextmodels.com. Archived from the original on 12 June 2024. Retrieved 3 July 2024.
4. 1 2 3  Macon, Alexandra (2023-07-18). "Barbara Palvin Wore Vivienne Westwood to Marry Dylan Sprouse at Their Hungarian-Countryside Wedding". Vogue. Retrieved 2023-07-19.
5. ↑  Palvin Barbara's hungarian biography (مجاری)
6. ↑  «Barbara Palvin on beauty, workouts and wellness». Harper's BAZAAR (به انگلیسی). ۲۰۱۹-۱۲-۰۳. دریافت‌شده در ۲۰۲۳-۰۷-۲۷.
7. 1 2  Stein, Danielle (18 May 2010). "This Week's Model: Barbara Palvin". W.
8. ↑  "Barbara Palvin". New York. Archived from the original on 12 December 2011. Retrieved 29 January 2011.
9. ↑  "Barbara Palvin's covers". famousfix.com. Retrieved 16 August 2022.
10. ↑  "Fashion Model Directory". Retrieved 17 May 2013.
11. ↑  Niven, Lisa. "L'Oreal's New Girl". Vogue. Conde Nast. Retrieved 17 May 2013.
12. ↑  Niven, Lisa (15 January 2016). "SI Swimsuit 2016 Rookie Reveal: Barbara Palvin". Sports Illustrated. Archived from the original on 7 March 2016. Retrieved 10 February 2016.
13. ↑  "Rosa Clara Bridal collection 2014". fabfashionfix.com. 8 April 2013. Retrieved 24 November 2013.
14. ↑  "Get to know the women of Hercules". Complex. 22 July 2014. Archived from the original on 30 June 2016. Retrieved 5 August 2019.
15. ↑  "Barbara Palvin model to watch". Vogue UK. Archived from the original on 8 December 2013. Retrieved 29 January 2011.
16. ↑  "Maxim Hot 100 - 2016 (Visual)". listal.com. Archived from the original on 4 November 2016. Retrieved 2016-11-03.
17. ↑  Munzenrieder, Kyle (December 5, 2017). "Exclusive: Tumblr's List of 2017's Most Popular Models Includes Bella Hadid, Barbara Palvin, and Some Very Revealing Insights About Fashion's Super Fans". W. Retrieved 13 February 2019.
18. ↑  "Exclusive: Barbara Palvin's Victoria's Secret Fashion Show Photo Diary, Featuring Gigi Hadid, Candice Swanepoel, and Boyfriend Dylan Sprouse". wmagazine.com. 9 November 2018. Retrieved 13 February 2019.
19. ↑  Frey, Kaitlyn (14 March 2019). "Barbara Palvin Is the Newest Victoria's Secret Angel: 'It's the Ultimate Career High'". People.
20. ↑  Hanbury, Mary (13 May 2019). "Instagrammers loved one Victoria's Secret post that broke the mold – and it could reveal a comeback strategy for the struggling brand". Business Insider. Retrieved 3 June 2022.
21. ↑  https://ca.style.yahoo.com/barbara-palvin-dubbed-plus-size-175213927.html
22. ↑  "meet Hungarian model Barbara Palvin". Archived from the original on 10 July 2011. Retrieved 29 January 2011.
23. ↑  "Barbara Palvin model to watch". Vogue UK. Archived from the original on 8 December 2013. Retrieved 29 January 2011.
24. ↑  "meet Hungarian model Barbara Palvin". Archived from the original on 10 July 2011. Retrieved 29 January 2011.
25. ↑  https://www.imdb.com/name/nm5435980/bio/?ref_=nm_ov_bio_sm
26. ↑  "Serpentine Barbara Palvin and Soo Joo Park star in Eva Vik's stylized body-horror, following the metamorphosis of a snake-human interspecies". nowness.com.
27. ↑  "Official Trailer for Stylish, Vibrant Fantasy Drug Thriller 'Tyger Tyger'". firstshowing.net. 3 February 2021.
28. ↑  "Dylan Sprouse Pandemic Thriller 'Tyger Tyger' Lands Distributor, Sets Release Date (EXCLUSIVE)". variety.com. 15 January 2021.
29. ↑  Danielle, Stein. "This Week's Model Barbar Palvin". Wmagazine. Conde Nast. Archived from the original on 24 December 2011. Retrieved 17 May 2013.
30. ↑  Baty, Emma (2019-02-08). "Dylan Sprouse and Barbara Palvin Have Been Dating for Eight Months and She's Never Met His Twin Brother Cole". Cosmopolitan. Retrieved 2019-08-01.
31. ↑  Goldstein, Joelle (14 November 2018). "Barbara Palvin Calls Boyfriend Dylan Sprouse the 'Perfect Guy,' Reveals 'She's Very Much in Love'". People. Retrieved 3 June 2022.
32. ↑  McCarthy, Lauren (February 8, 2019). "Digital Cover: Dylan Sprouse & Barbara Palvin, a Modern Love Story". W. Retrieved June 10, 2022.
33. ↑  "Dylan Sprouse and Barbara Palvin Are "Saying Goodbye" to This Chapter of Their Relationship". E! Online. 2021-09-10. Retrieved 2021-10-03.
34. ↑  "Sprouses To Be With Barbara Palvin And Dylan Sprouse". V Magazine. 2023-06-15. Retrieved 2023-06-16.